# Áo cộc tay

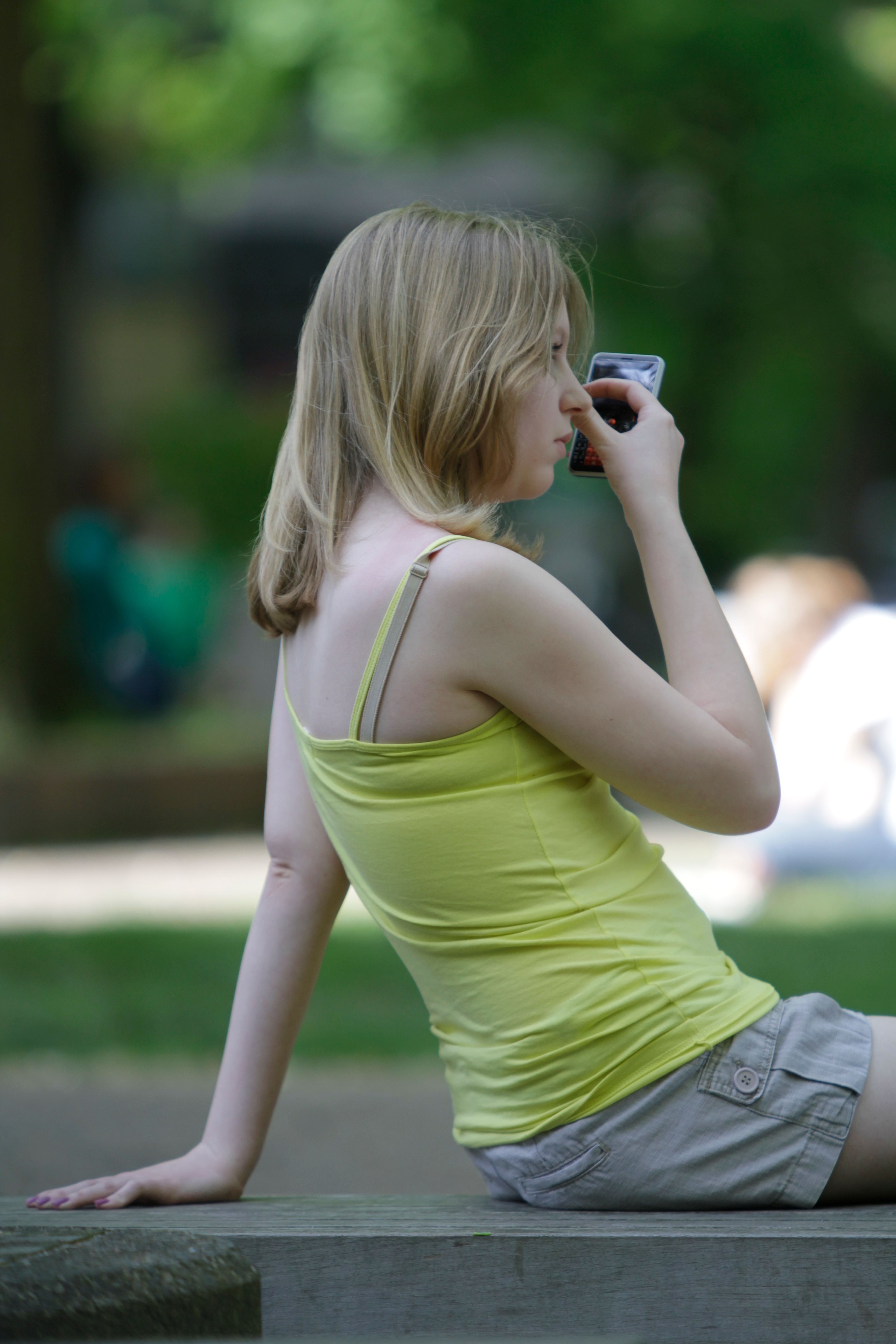
Một cô gái mặc áo cộc tay và quần đùi

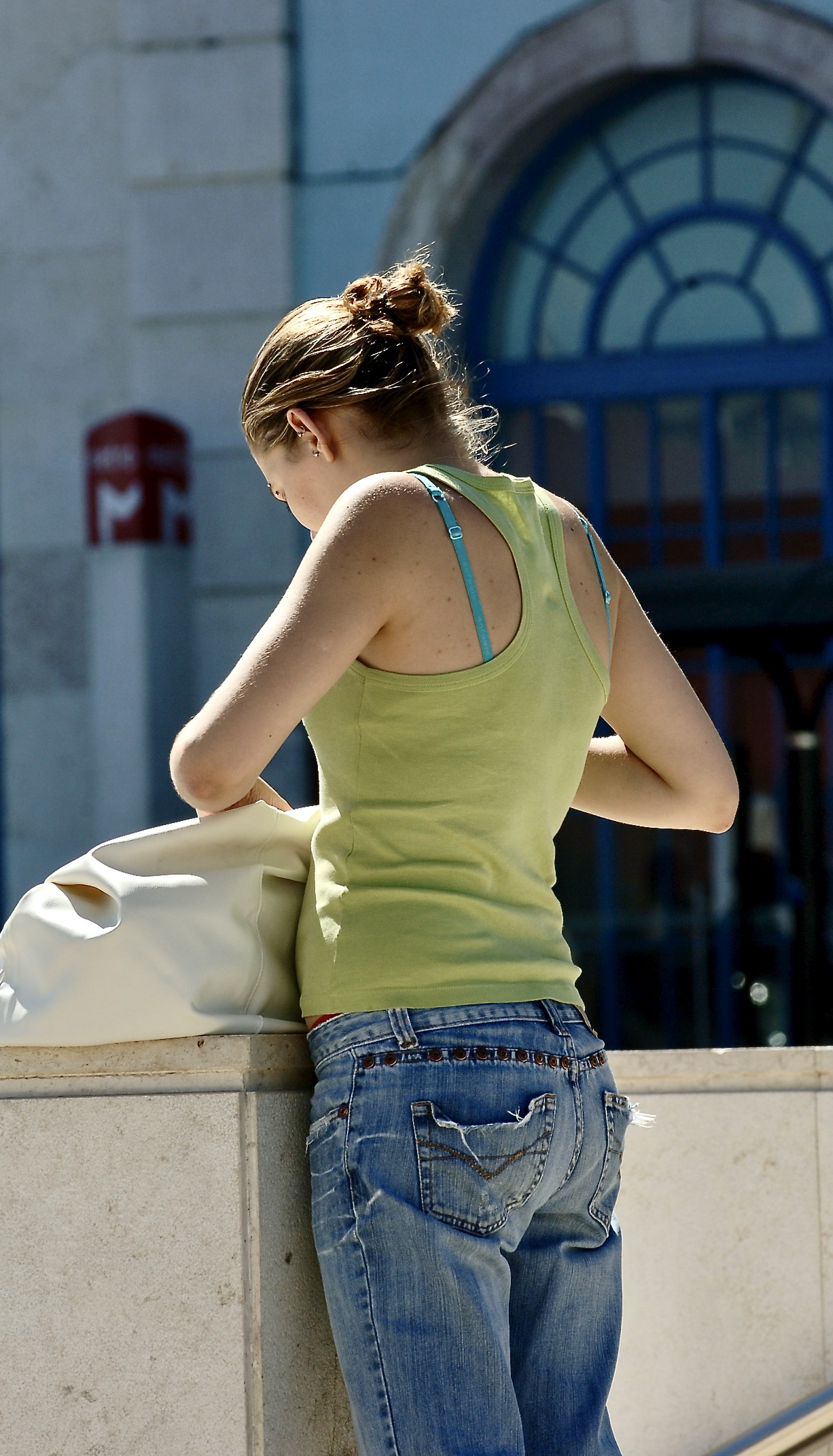
Một du khách mặc áo cộc tay và quần jean

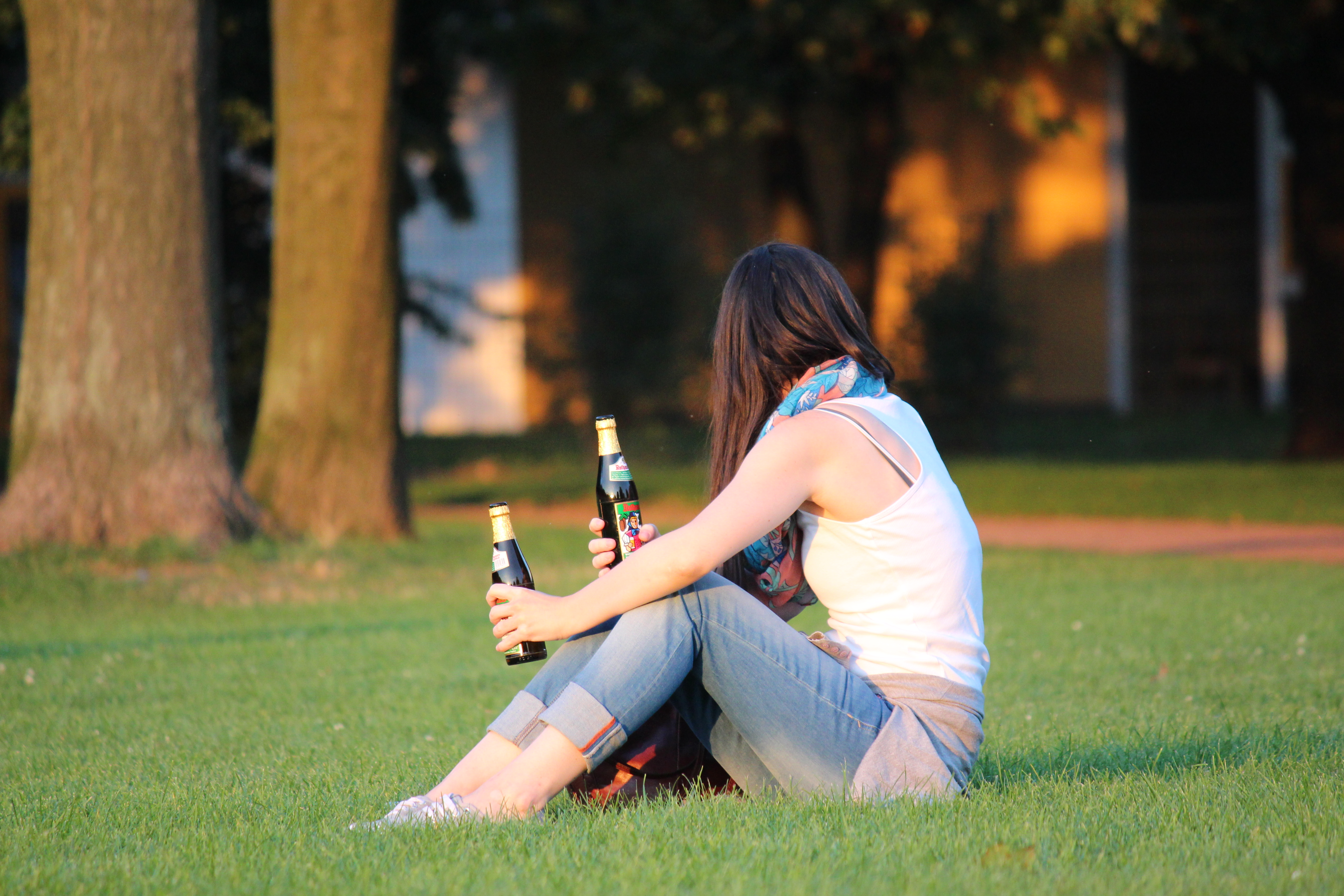
Một cô gái mặc áo cộc tay đang uống bia trong công viên

Áo cộc tay hay áo cụt tay (Sleeveless shirt) hay áo không tay hay là áo phông sát nách là một loại áo thông dụng, có phần tay ngắn vừa phải đủ để che đi một phần bắp tay, đây là một chiếc áo được sản xuất mà không có tay áo hoặc có tay áo nhưng đã được cắt đi. Tùy thuộc vào kiểu dáng, chúng có thể được các vận động viên trong môn thể thao như điền kinh và ba môn phối hợp mặc như một loại áo lót hoặc chúng được bận như trang phục thường ngày cả nam và nữ. Ở Hoa Kỳ và Canada, bất kỳ chiếc áo sơ mi không tay thông thường nào cũng có thể được gọi là áo ba lỗ với một số loại cụ thể. Áo cộc tay được đặt tên theo tên gọi Maillot (bộ đồ bơi toàn thân) là bộ đồ bơi một mảnh của những năm 1920 được mặc trong bể bơi hoặc hồ bơi. Áo ba lỗ thường được cả nam và nữ mặc vì độ tiện lợi, đơn giản, thoáng mát. Biến thể của áo cộc tay là loại áo ống là loại áo không có tay hoặc vai, đó là một chiếc áo ống quấn quanh thân người mặc, một số bao phủ hầu hết thân trong khi những mốt khác thì lại lộ ra phần eo.
Thiết kế của áo ba lỗ rất đơn giản gồm cổ và lỗ khoét tay thường được gia cố để tăng độ bền. Chúng thường có lỗ khoét tay và cổ lớn, có thể dài đến tận đáy ngực, đặc biệt là lỗ khoét tay thấp. Áo ba lỗ của phụ nữ có lỗ nhỏ hơn để che bớt đi phần ngực lộ vú hoặc rãnh ngực. Đôi khi chúng cũng được may dài hơn để dễ nhét vào quần hơn. Trong hầu hết các trường hợp, chúng không có nút, không có cổ và không có túi. Áo phông không tay, còn được gọi là áo cơ bắp có cùng thiết kế với áo phông (áo thun), nhưng không có tay áo. Một số áo phông cộc tay, có lỗ tay nhỏ hơn, hẹp hơn, theo truyền thống được cả nam và nữ mặc. Chúng thường được mặc trong các hoạt động thể thao hoặc mặc như trang phục thường ngày trong thời tiết ấm hơn. Chúng khá phổ biến vào những năm 1980 và thường gắn liền với những tay lướt sóng và dân tập thể hình (do đó có tên là áo "cơ bắp"). Những chiếc áo không có logo như vậy hiện được mặc phổ biến hơn như trang phục thường ngày. 

## Từ nguyên
Trong tiếng Anh, một tuyên bố phổ biến liên quan đến nguồn gốc của thuật ngữ Wifebeater là nó trở thành từ đồng nghĩa với áo lót sau khi một người đàn ông ở Detroit được cho là đã bị bắt vào năm 1947 vì đánh vợ đến chết. Theo cáo buộc, các tờ báo đã in một bức ảnh của "Wife beater" (vũ phu) mặc một chiếc áo lót bị ố. Tuy nhiên, không có bằng chứng nào được tìm thấy trong kho lưu trữ tin tức để chứng minh tin đồn nhảm này. Một tuyên bố khác được lan truyền do công của Paul Davidson, vốn là một nhà làm phim, trong một bài đăng trên blog, theo đó, ông ta khẳng định rằng thuật ngữ này bắt nguồn từ loại đồ lót áo giáp xích thời Trung cổ được gọi là "Waif-beater", và điều này đã được các kênh truyền thông khác coi như là sự thật. Davidson đã công khai thừa nhận vào năm 2018 rằng câu chuyện "Waif-beater" là một trò lừa bịp, được tạo ra để lừa những người tin tưởng một cách mù quáng vào bất cứ điều gì họ đọc trên mạng Internet. Ở Anh, đặc biệt khi được sử dụng như áo lót, nó được gọi là áo vest (so sánh với cách sử dụng áo vest của người Mỹ). Theo truyền thống, từ Camisole lại dùng để chỉ các loại áo khoác khác nhau.